# João Amorim
João Amorim Sobrinho (Curitibanos, 4 de outubro de 1946) é um cineasta, roteirista, empresário, radialista, ator, apresentador de televisão, cantor e político brasileiro. Ficou conhecido por ajudar a realizar filmes no município de Lages, em Santa Catarina, filmando ao lado de nomes egressos do extinto polo cinematográfico da Boca do Lixo. Na década de 2000, rodou filmes no formato diretamente em vídeo, cujas cenas acabaram viralizando anos depois no YouTube.

## Biografia
Desde criança se envolvia com música, tocando viola e acordeon. Mudou-se para Lages aos 16 anos, onde se casou e formou família. Passou a trabalhar na área de vigilância, onde fundou em 1978 a empresa Orsegups, posteriormente vendida a outros empresários da região em 1984.
Iniciou na vida artística em 1969. No ano seguinte, gravou seu primeiro álbum com o conjunto Os Seresteiros dos Pampas. Também lançou álbuns solo. Foi radialista em 1971, na Rádio Esmeralda, de Vacaria. Em Lages, fez programas nas rádios Princesa e Clube. Em 1978, apresentou o programa Recantos da Natureza, na TV Planalto.
Em 1984, fundou a J.A. Promoções Artísticas, gerenciando a carreira de músicos como Milionário & José Rico, Tonico & Tinoco, Teixeirinha e Matogrosso & Matias.
Seu contato com o cinema começa em 1988, com o filme Calibre 12, do diretor Tony Vieira, onde foi produtor e ator do filme. O filme fez grande sucesso em Lages e chegou a ser exibido no Cine Olido, em São Paulo, onde não teve o mesmo êxito, já que não conseguiu vencer as produções de sexo explícito, predominantes à época no polo cinematográfico da Boca do Lixo.
Voltou a realizar mais um filme na década de 1990. Roteirizou e estrelou Homem Sem Terra, dessa vez dirigido por Francisco Cavalcanti, lançado em 1997. João Amorim investiu R$ 1,8 milhão no filme, trazendo no elenco nomes como Pedro de Lara e José Mojica Marins. Atores conhecidos dos filmes de Tony Vieira (já falecido), como Heitor Gaiotti e José Lopes, o Índio, também estavam no longa. Homem Sem Terra teve locações em Novo Hamburgo e em Santa Maria do Herval, no Rio Grande do Sul.
Homem Sem Terra estreou no Cine Marrocos, de Lages, em 7 de fevereiro de 1997. Francisco Cavalcanti e João Amorim tiveram um desentendimento com o lançamento posterior em VHS, isso porque o produtor disponibilizou sem autorização de Cavalcanti o material bruto ("copião") sem a montagem final. Posteriormente, filmou O Forasteiro e Sétima Fuga, ambos dirigidos por Custódio Gomes.
A partir da década de 2000, rodou produções locais em Lages no formato diretamente em vídeo. Uma cena de Obrigado a Matar (2004) em que a mulher do personagem de João Amorim é baleada e morta acabou se tornando viral na internet anos depois de sua filmagem. O site Omelete a descreve como uma das piores cenas de morte do cinema.
Por causa de seu prestígio em Lages, João Amorim foi vereador do município entre 1993 e 2000.

## Filmografia parcial
- 1988 - Calibre 12
- 1990 - Sétima Fuga
- 1997 - Homem Sem Terra
- 2000 - O Forasteiro
- 2004 - Obrigado a Matar
- 2006 - Jango Bravo